# Cicho
Cicho è il quinto album di studio della cantante pop rock ceca Ewa Farna. Il CD ha venduto circa 10 000 copie in Polonia. È praticamente la versione in lingua polacca del secondo album di studio della cantante, Ticho. Il 20 novembre 2009 è stata pubblicata l'edizione deluxe dell'album che contiene anche un DVD con i video musicali dei singoli di Ewa Farna.

## Tracce
1. Cicho
2. La la laj
3. S.O.S.! Pomocy!
4. Ogień we mnie
5. Poznasz mnie, bo to ja
6. Nie będziesz sam
7. W niespełnieniu
8. Już dorośnij!
9. Kto to jest?
10. Dokąd nas niesie
11. Śmiej się
12. Dmuchawce, latawce, wiatr

## Classifiche
| Classifica (2009)   | Posizione massima |
| ------------------- | ----------------- |
| Polish Albums Chart | 16                |